# 迈克尔·贝内特
迈克尔·法兰德·贝内特（英語：Michael Farrand Bennet，1964年11月28日—），美國政治家，出生於印度新德里。現為代表科羅拉多州的民主黨籍資深聯邦參議員。
貝内特早於1988年開始參與公共服務，期後因修讀法律而退出，修畢法律後，他則投身商界。
2008年美國總統選舉，他是最早支持參議員巴拉克·奧巴馬參選的其中一個支持者，奧巴馬當選後，他獲提名接任辭職的肯·薩拉查的科羅拉多州參議員的職務。
貝内特於2003年至2005年間擔任當時的市長約翰·希肯盧珀的幕僚長，並於2005年7月成為丹佛公立學校系統的總監。2009年1月，肯·薩拉查出任內政部部長，州長比尔·里特任命貝内特填補肯·薩拉查騰出的美國參議員席位。貝内特在2010年參議院選舉中擊敗共和黨提名人肯·巴克當選。他2014年擔任民主黨參議員競選委員會(DSCC) 主席 ，並在2016年和2022年連任參議員 。
2019年5月2日，貝内特宣佈參選民主黨的美國總統提名。2020年2月11日，他在新罕布什爾州初選中表現不佳，退出競選。

## 外部連結
- 米高·貝內特官方網站（页面存档备份，存于）
- 米高·貝內特競選網站（页面存档备份，存于）
- 中的“迈克尔·贝内特”
- C-SPAN內的頁面（英文）
- Background and collected news at The Washington Post
- 美國國會國家人物傳記大辭典中的傳記
- 由華盛頓郵報維護的投票記錄
- 智慧投票计划中的傳記、投票紀錄及利益集團評級
- Congressional profile at GovTrack
- Congressional profile at OpenCongress
- Issue positions and quotes at On the Issues
- Financial information at OpenSecrets.org
- Staff salaries, trips and personal finance at LegiStorm.com
- 聯邦選舉委員會中的競選財務報告和數據
- Appearances on C-SPAN programs
- 網路電影資料庫上的亮相頁面
- Collected news and commentary at The New York Times
- Profile at Ballotpedia
- Collected news and commentary（页面存档备份，存于） at The Denver Post

| 教育職務               | 教育職務                                                                         | 教育職務               |
| ---------------------- | -------------------------------------------------------------------------------- | ---------------------- |
| 前任者： 杰羅姆·沃特高 | 丹佛公立學校總監 2005年－2009年                                                  | 繼任者： 湯姆·博斯伯格 |
| 政党职务               |                                                                                  |                        |
| 前任者： 肯·薩拉查     | 美國參議員科羅拉多州民主黨提名人 （第3類） 2010年、2016年、2022年                | 最新的                 |
| 前任者： 派蒂·莫瑞     | 民主黨參議院競選委員會主席 2013年－2015年                                        | 繼任者： 喬恩·泰斯塔   |
| 美国参议院             |                                                                                  |                        |
| 前任者： 肯·薩拉查     | 科羅拉多州第3類參議員 2009年－ 與马克·尤德尔、科里·加德納、約翰·希肯盧珀同時在任 | 現任                   |
| 榮銜                   |                                                                                  |                        |
| 前任者： 馬克·普萊爾   | 參議院嬰兒 2009年                                                                | 繼任者： 陸天娜        |
| 美國排位名單           |                                                                                  |                        |
| 前任者： 傑夫·默克利   | 美國參議員資歷 第31位                                                            | 繼任者： 陸天娜        |